# A Árvore Cinzenta
A Árvore Cinzenta (em holandês: De grijze boom) é uma pintura a óleo sobre tela realizada pelo artista holandês Piet Mondrian em 1911. A pintura encontra-se em exibição no Gemeentemuseum Den Haag, em Haia.
Este trabalho de Mondrian surgiu num período em que ele começava a aplicar as técnicas cubistas: os elementos do primeiro plano e do plano de fundo parecem misturar-se, e o conjunto de cores é muito restricto. A árvore é subtilmente oval na forma, semelhante à prática cubista vista em trabalhos de Pablo Picasso e Georges Braque. O oval de Mondrian é explícito, enquadrando esta pintura, tal como as que se seguirão nos 3 ou quatro anos seguintes. Macieira em Flor, de 1912, é uma composição idêntica em tamanho. Embora o desenho da "macieira" lembre o de Árvore Cinzenta, aquela pintura é significativamente mais abstracta e facetada.